# Gemaskerd bal in de opera
Gemaskerd bal in de opera (Frans: Bal masqué à l'opéra of Le bal de l’opéra; Engels: Masked Ball at the Opera) is een schilderij van Édouard Manet. De schilder bood dit werk uit 1873 aan voor de Parijse Salon van 1874, waarvoor het zonder opgaaf van reden werd geweigerd. Sinds 1982 maakt het onderdeel uit van de collectie van de National Gallery of Art in Washington D.C.

## Voorstelling
In de vastentijd werden in de opera van Parijs gemaskerde bals gehouden. In maart 1873 was Manet aanwezig bij een van die bals in de Opéra Le Peletier, de voorloper van de Opéra Garnier. Hij maakte die avond meerdere schetsen en werkte deze in de maanden erna in zijn atelier verder uit tot dit schilderij. Terwijl Manet daarmee bezig was, brandde de Opéra Le Peletier af, waarna het gebouw werd gesloopt. Manet heeft dus het laatste bal in de oude opera vastgelegd.
Manet heeft niet de dansparen in de grote balzaal geschilderd, maar de dicht opeen gepakte mensenmassa in de lobby. Daarbij valt vooral het balkon op, dat de bovenste helft van het schilderij volledig in beslag neemt. Bijzonder in het oog springen de benen van een dame die in het midden over het balkon heen bungelen. Aan de zijkanten worden verschillende aanwezigen scherp afgesneden. Hierdoor krijgt het werk het aanzien van een haastig genomen foto, waarbij zich buiten het blikveld nog veel meer afspeelt. Deze breuk met de traditie zou aan de grondslag kunnen liggen van de afwijzing voor de Salon.
Veel vrienden van Manet hebben voor Gemaskerd bal in de opera model gestaan, zoals de componist Emmanuel Chabrier en de kunstcriticus Théodore Duret. Manet schilderde ook zichzelf. De tweede persoon van rechts, de man met de blonde baard die de toeschouwer recht aankijkt, is waarschijnlijk een zelfportret, een van de weinige die de schilder maakte.
Hoewel het een gekostumeerd bal betreft, is niemand van de mannelijke bezoekers verkleed, de pulcinella uiterst links uitgezonderd. De vrouwen dragen wel een masker, met uitzondering van de vrouw op de voorgrond links van het midden, wier masker misschien schuin achter haar op de grond ligt. Het schilderij heeft een uitgesproken seksuele lading. De maskerloze vrouw houdt haar mannelijke metgezel schaamteloos vast, daarbij haar armen en kuiten bloot latend. Ook elders op het werk vindt openlijk lichamelijk contact tussen mannen en vrouwen plaats.

## Herkomst
- 18 november 1873: Jean-Baptiste Faure koopt het schilderij direct van Manet voor 6.000 frank.
- 9 januari 1893: verkocht aan Durand-Ruel et Cie, Parijs en New York voor 15.000 frank.
- 16 januari 1894: verkocht aan Henry Osborne Havemeyer en zijn echtgenote, geboren Louisine Waldron Elder, New York voor 8.000 Amerikaanse dollar.
- 1929: nagelaten aan Horace Havemeyer en zijn vrouw, geboren Doris Anna Dick, New York.
- 1982: nagelaten aan de National Gallery of Art.

## Afbeeldingen

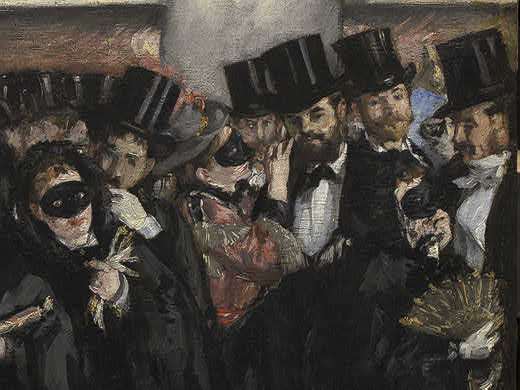
Detail
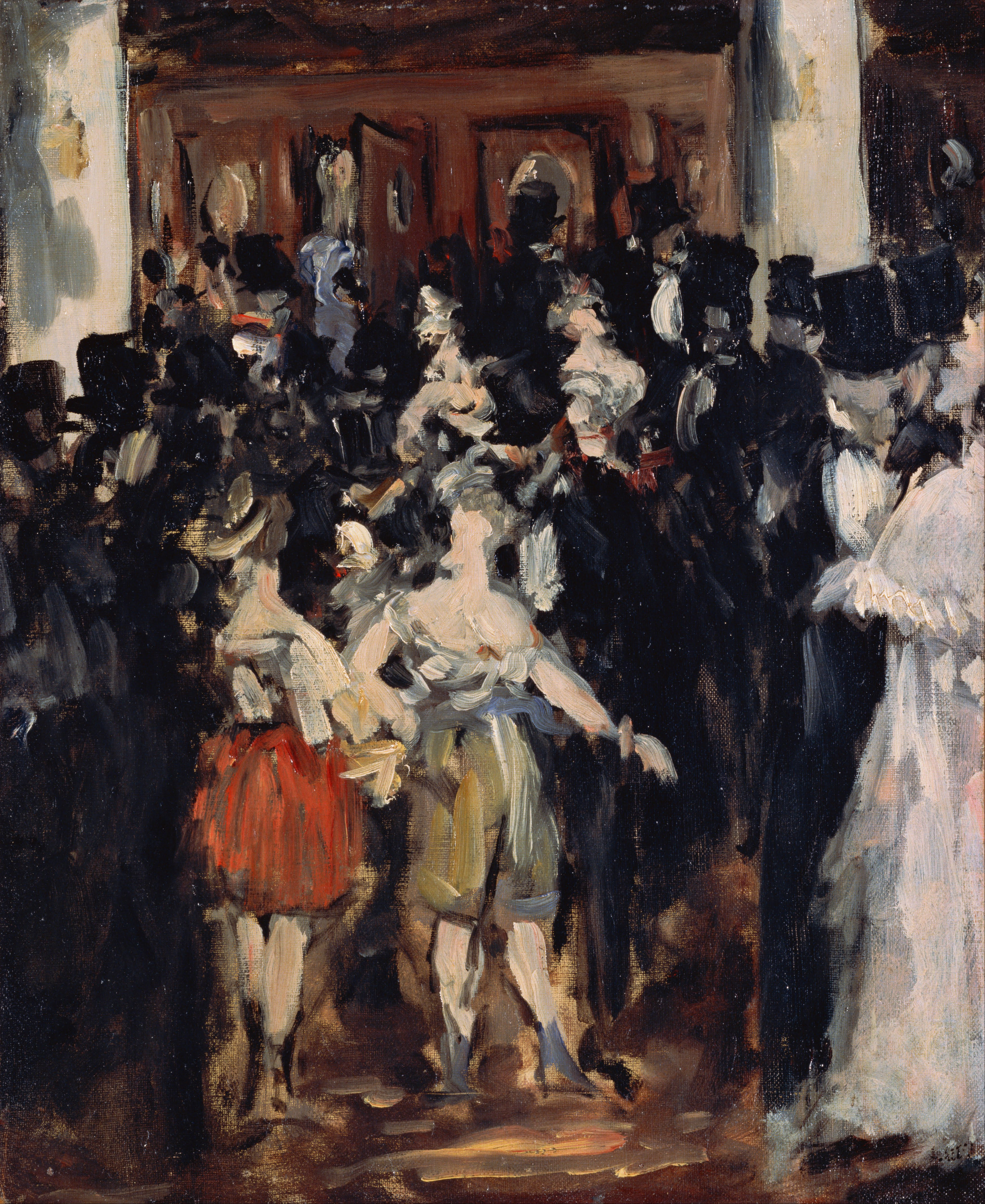
Olieverfschets, 1873, Bridgestone Museum of Art, Tokio